# Miss Venezuela 1960
El Miss Venezuela 1960 fue la séptima (7º) edición del certamen Miss Venezuela, celebrada en el Hotel Tamanaco Internacional en Caracas, Venezuela, el 30 de julio de 1960. La ganadora del concurso fue Gladys "Laly" Ascanio Arredondo, Miss Distrito Federal; quien participó ese mismo año en la primera edición de Miss Internacional clasificando dentro de las 15 semifinalistas.
Por haberse efectuado esta edición del Miss Venezuela unos días después del Miss Universo 1960 el organizador del concurso, Reinaldo Espinoza Hernández, envió a Mary Quiroz Delgado -Miss Yaracuy 1957- como la representante de ese país. Sin embargo, no clasificó entre las semifinalistas.
Carmen Alicia -Chumico- Romero era la primera representante genuina del Amazonas, nacida en Parima-Unturán, un caserío remoto en las entrañas del entonces territorio federal. Años después Chumico se destacó como actriz, en diversas telenovelas de Venevisión.
Gladys Tapia Angulo (Barinas) era tía de María Xavier -Maye- Brandt Angulo, Miss Venezuela 1980.

## Resultados[1]
| Posición            | Concursante                            |
| ------------------- | -------------------------------------- |
| Miss Venezuela 1960 | - Distrito Federal - Gladys Ascanio    |
| Primera Finalista   | - Caracas - Miriam Esteves             |
| Segunda Finalista   | - Táchira - Marina Carrero             |
| Tercera Finalista   | - Departamento Vargas - Aura Rodríguez |
| Cuarta Finalista    | - Mérida - Magaly Burguera             |
| Quinta Finalista    | - Barinas - Gladys Tapia               |

## Concursantes
- Miss Amazonas - Carmen Alicia -Chumico- Romero
- Miss Anzoátegui - Gladys Boccardo (se retiró)
- Miss Aragua - Milena Cott
- Miss Barinas - Gladys Tapia Angulo
- Miss Bolívar - Roraima Gómez López
- Miss Carabobo - Sonia González (se retiró)
- Miss Caracas - Miriam Esteves Acevedo
- Miss Departamento Libertador - Gloria Josefina Altuve
- Miss Departamento Vargas - Aura Rodríguez Acosta
- Miss Distrito Federal - Gladys "Laly" Ascanio Arredondo
- Miss Mérida - Magaly Burguera Sardi
- Miss Miranda - Rosa Violeta González
- Miss Nueva Esparta - Mélida Ortiz
- Miss Sucre - Omaira Rodríguez
- Miss Táchira - Marina Carrero
- Miss Yaracuy - Elvia Sánchez Parra

## Representación Internacional
- Gladys Ascanio fue semifinalista del Miss Internacional 1960.
- Miriam Esteves iría al Miss Mundo 1960 pero se retiró.